# Eberhard Rodt
Eberhard Rodt (Monaco di Baviera, 4 dicembre 1895 – Monaco di Baviera, 14 dicembre 1979) è stato un generale tedesco, attivo durante la seconda guerra mondiale.
Veterano pluridecorato della prima guerra mondiale, negli anni del dopoguerra servì nella Reichswehr nell'arma della cavalleria, sulla quale fu impostata la Panzerwaffe della Wehrmacht. Comandò dunque reparti di fanteria motorizzata o meccanizzata in Polonia nel 1939 e nella campagna in Occidente nella primavera 1940. Alla testa di una brigata meccanizzata, partecipò all'attacco all'Unione Sovietica nell'estate 1941 e poi all'operazione Blu. Nelle fasi finali della battaglia di Stalingrado divenne comandante della debole 22. Panzer-Division; nel giugno 1943 assunse il comando della 15. Panzergrenadier-Division, solida unità che guidò (con alcune pause) per il resto della guerra sia durante la campagna d'Italia, sia sul fronte occidentale. Catturato nel maggio 1945, fu rilasciato nel 1946 e tornò a Monaco, dove morì nel 1979

## Biografia

### Inizio della carriera e periodo interbellico
Nato a Monaco di Baviera nel dicembre 1895, Eberhard Rodt si arruolò volontario nell'esercito imperiale tedesco il 4 agosto 1914, specificatamente nel  2º Reggimento ulani "König", basato ad Ansbach e dipendente dalla 1. Kavallerie-Division. Combatté dapprima sul fronte occidentale e poi, dopo un periodo di riposo, sul fronte orientale. Promosso Leutnant il 26 maggio 1915, Rodt fu insignito di diverse decorazioni nel corso della prima guerra mondiale: la Croce di Ferro di I Classe, l'Ordine al merito militare di Baviera di IV Classe e anche il Distintivo per feriti in nero. A seguito del crollo dell'Impero tedesco e nei primi, convulsi mesi di vita della Repubblica di Weimar, Rodt si unì e operò nei ranghi del Freiwilligen-Eskadron "Leoprechting" nelle zone di Norimberga, Monaco e Naumburg. Dopo la ratifica della Trattato di Versailles, Rodt fu tra i 100.000 soldati consentiti alla neonata Reichswehr.
La carriera postbellica vide Rodt lungamente al comando del 2º Squadrone del 17º Reggimento cavalleria bavarese, dislocato ad Ansbach: dal 1929 al 1935. Il 1º marzo di quell'anno fu portato al rango di Major e l'anno successivo ebbe il comando del 1º Battaglione del 18º Reggimento cavalleria, stanziato a Stoccarda. Il 1º marzo 1938 fu promosso a Oberstleutnant e gli riconfermato l'incarico.

### La seconda guerra mondiale
Al momento della mobilitazione nell'agosto 1939 Rodt fu trasferito alla testa del 25º Battaglione da ricognizione, istituito all'uopo e dato in forza alla 25. Infanterie-Division. Partecipò quindi alla campagna di Polonia e poi, nel maggio-giugno 1940, alla vittoriosa campagna di Francia; nel corso dell'avanzata in Belgio guidò con audacia i propri uomini attraverso la città di Gand e fece prigionieri quasi 9 000 soldati belgi, colti di sorpresa: per questa impresa fu insignito il 25 giugno (lo stesso giorno della resa francese) della prestigiosa Croce di Cavaliere della Croce di Ferro.
Nell'autunno 1940, Rodt fu assegnato allo stato maggiore della 2. Panzer-Division, che in un primo tempo lo destinò al comando del Schützen-Regiment 304 (fanteria meccanizzata) per poi assegnargli definitivamente, a metà ottobre, il comando dello Schützen-Regiment 66. Con questa unità partecipò alla gigantesca operazione Barbarossa, l'attacco all'Unione Sovietica del 22 giugno 1941; ad agosto, nel corso dei feroci combattimenti, fu ferito lievemente, e a ottobre divenne comandante della 2. Schützen-Brigade a causa di un errore nelle comunicazioni: infatti era stato messo a capo della 22. Schützen-Brigade. Ciononostante, allo scopo di evitare ulteriori confusioni nell'imminenza dell'attacco finale su Mosca, Rodt mantenne pro tempore il comando e fu tra coloro che arrivarono ai sobborghi della capitale, che però non fu conquistata per l'aspra resistenza sovietica e le avverse condizioni atmosferiche. In riconoscimento dei suoi sforzi sul campo di battaglia, gli fu elargita la Croce in Oro e il 1º febbraio 1942 raggiunse, finalmente, il quartier generale della 22. Schützen-Brigade, dipendente dalla 22. Panzer-Division. In quel momento era aggregata all'11ª Armata del generale Erich von Manstein, impegnata in Crimea; l'8 maggio scattò l'offensiva contro la penisola di Kerč'. La 22. Panzer-Division lottò in testa allo schieramento tedesco e Rodt contribuì alla travolgente avanzata che, in capo a dieci giorni, fruttò la cattura della penisola, di 170 000 prigionieri e di oltre 1 100 pezzi d'artiglieria. L'unità, dopo un periodo di riorganizzazione, fu trasferita alla 6ª Armata, punta di diamante dell'offensiva del Gruppo d'armate Sud lungo il settore meridionale del fronte orientale. Il 1º novembre, con la battaglia di Stalingrado in pieno svolgimento, Rodt fu promosso Generamajor e fu posto a capo della 22. Panzer-Division. A questa data essa, provata dai combattimenti, era stata unita al XXXXVIII Panzerkorps del generale Ferdinand Heim, che doveva fungere da riserva per l'armata del generale Paulus e si trovava alle spalle delle armate rumene. Rodt guidò coraggiosamente la malconcia divisione (dei 104 carri armati in organico oltre 70 erano fuori uso per guasti meccanici o perché i topi avevano rosicchiato i cavi elettrici) la mattina del 19 novembre contro le armate sovietiche che avevano sbaragliato la 3ª Armata rumena: riuscì a distruggere ventisei T-34, ma con i fianchi scoperti dovette ripiegare sulla riva sinistra del fiume Čir. Sfuggito all'accerchiamento della 6ª Armata, Rodt dovette comunque combattere duramente per sganciarsi dalle truppe sovietiche e la 22. Panzer Division subì perdite pesanti.
Sciolta la divisione corazzata nel marzo 1943 per la quasi totale distruzione, Rodt fu richiamato dal fronte e posto nella riserva ufficiali, rimanendo per diversi mesi lontano dalla prima linea. Il 10 giugno 1943 fu convocato e nominato comandante della 15. Panzergrenadier-Division, esperta e combattiva unità che egli guidò nella battaglia di Sicilia, tra il 9 luglio e il 17 agosto. Salvatosi attraverso lo stretto di Messina con quasi tutti i suoi uomini, Rodt partecipò a diverse fasi salienti della campagna d'Italia, come l'assalto poi fallito alla testa di ponte alleata a Salerno (settembre), l'accanita difesa della Linea Gustav, i violenti scontri sul perimetro della testa di ponte di Anzio, e i primi confronti sulla Linea Gotica; nel corso della campagna, il 1º marzo 1944, fu promosso Generalleutnant. Tenne il comando della 15. Panzergrenadier-Division sino al 9 ottobre 1944 (eccettuato un periodo nel novembre 1943, quando fu ad interim del colonnello Ernst-Günther Baade) e, di nuovo, dal 27 gennaio 1945. Nel corso di questi mesi la divisione fu spostata dapprima in Francia, in Germania e poi nei Paesi Bassi. Il 28 e il 29 marzo, a est della cittadina di Borken sul confine tedesco-olandese, arrestò la progressione di punte avanzate nemiche e salvò il pericolante fronte da un crollo. Il 28 aprile, perciò, gli furono concesse le Foglie di Quercia da aggiungere alla sua Croce di Cavaliere.

### Dopoguerra e decesso
La Germania era tuttavia annientata e l'8 maggio si arrese; Rodt e i resti della 15. Panzergrenadier-Division furono presi prigionieri da truppe britanniche. Rilasciato nel giugno 1946, Rodt tornò in Baviera e si ritirò a vita privata nella sua città natale, dove morì nel 1979, pochi giorni dopo aver compiuto 84 anni.

## Onorificenze
Dati tratti da: